# Aluminiumtejp

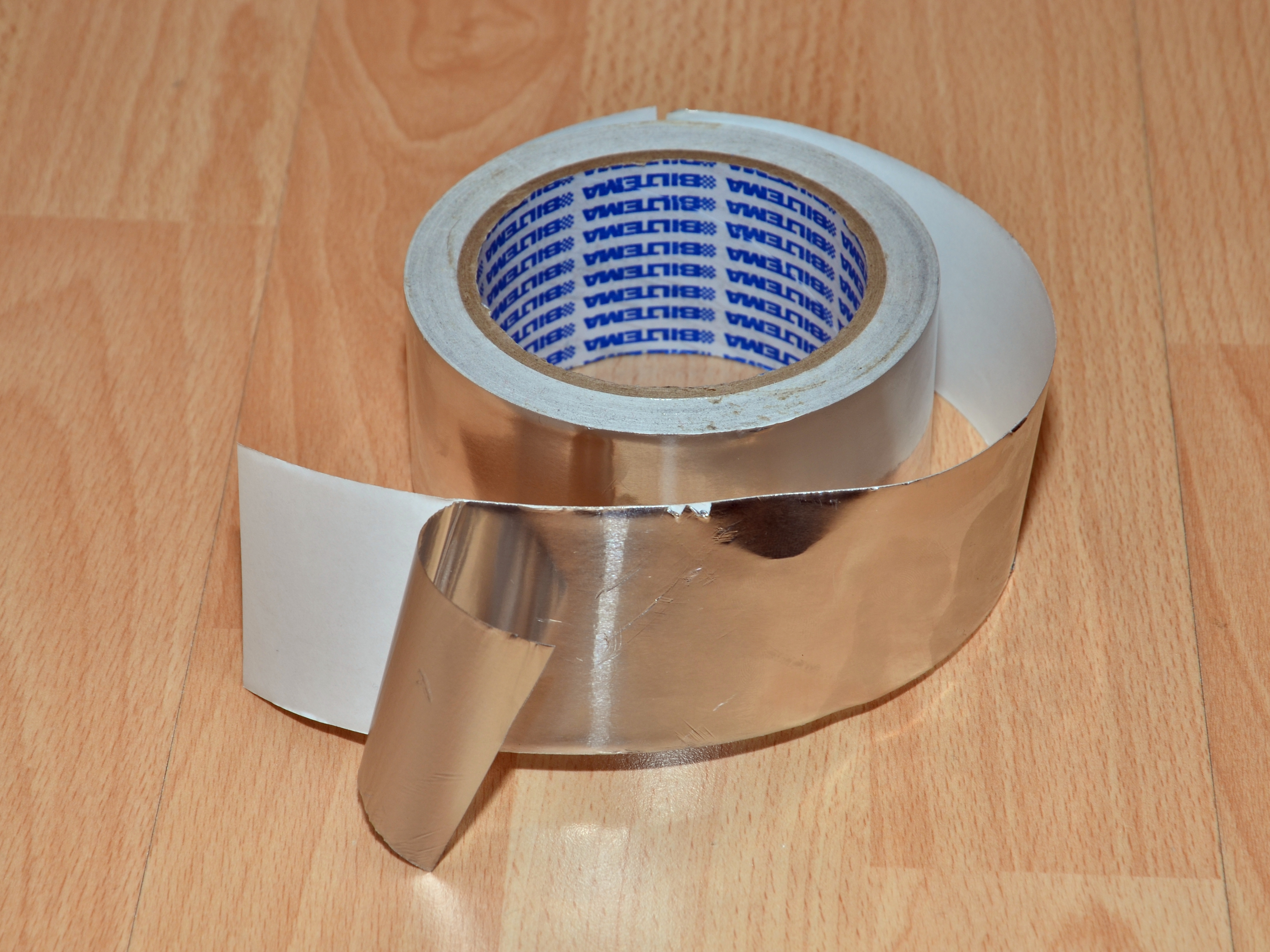
En rulle aluminiumtejp.

Aluminiumtejp eller alutejp är en tejp med ett yttre skikt av aluminiumfilm. Används som störningsskydd, skärmning, fuktspärr, reflektor, värmeskydd av kabelmantlar vid krympning, för förankring av värmekabel på till exempel vattenledningsrör etc.